# Estació de Pineda de Mar
Pineda de Mar és una estació de ferrocarril propietat d'adif situada a la població de Pineda de Mar a la comarca del Maresme. L'estació es troba a la línia Barcelona-Mataró-Maçanet per on circulen trens de les línies R1 i RG1 de Rodalies de Catalunya operades per Renfe Operadora.
Aquesta estació de la línia de Mataró va entrar en servei el 1859 quan es va obrir la segona ampliació del ferrocarril de Barcelona a Mataró, la primera línia de ferrocarril de la península Ibèrica, des d'Arenys de Mar a Tordera. La iniciativa de la construcció del ferrocarril havia estat de Miquel Biada i Bunyol per dur a terme les múltiples relacions comercials que s'establien entre Mataró i Barcelona.
Des d'Arenys de Mar a Maçanet-Massanes la línia és en via única. Tant l'Autoritat del Transport Metropolità al Pla Director d'Infraestructures 2009-2018, com per part del Ministeri de Foment d'Espanya al Pla Rodalies de Barcelona 2008-2015, es preveu la duplicació de vies entre Arenys de Mar i Blanes.
L'any 2016 va registrar l'entrada de 609.000 passatgers.
| Procedència/Destinació    | <       | Línia | >             | Procedència/Destinació  |
| ------------------------- | ------- | ----- | ------------- | ----------------------- |
| Rodalia de Barcelona      |         |       |               |                         |
| L'Hospitalet de Llobregat | Calella |       | Santa Susanna | Blanes Maçanet-Massanes |
| Rodalia de Girona         |         |       |               |                         |
| L'Hospitalet de Llobregat | Calella |       | Santa Susanna | Figueres Portbou        |